# Wymysłowice
Wymysłowice (niem. Möllendorf) – wieś w Polsce położona w województwie kujawsko-pomorskim, w powiecie mogileńskim, w gminie Strzelno.

## Historia
Wieś powstała z wyodrębnienia folwarku Gaj z dóbr Markowice. W średniowieczu była to najprawdopodobniej wieś Barcice. W okresie staropolskim i zaborów był to folwark należący do Markowic. Obecnie we wsi działa zakład produkcyjny firmy Sanplast. Na gruntach wsi znajduje się słupowa elektrownia wiatrowa, kapliczka Matki Bożej, świetlica wiejska, zabudowania pofolwarczne. W pobliskim lesie Kobylarz znajduje się cmentarz ewangelicki (Gaj wymysłowicki) na którym pochowany jest m.in. filolog klasyczny Ulrich von Wilamowitz-Moellendorff.

## Podział administracyjny
Integralne części wsi Wymysłowice
| SIMC    | Nazwa     | Rodzaj      |
| 0096738 | Wymysłowo | osada leśna |

W latach 1975–1998 miejscowość administracyjnie należała do województwa bydgoskiego.

## Demografia
Według Narodowego Spisu Powszechnego (III 2011 r.) liczyła 167 mieszkańców.